# تالبوت (ایندیانا)
تالبوت (به انگلیسی: Talbot) یک منطقهٔ مسکونی در ایالات متحده آمریکا است که در ایندیانا واقع شده‌است. تالبوت ۲۳۴٫۰۹ متر بالاتر از سطح دریا قرار دارد.